# Dorota Landowska
Dorota Elżbieta Landowska (ur. 4 lipca 1969 w Starogardzie Gdańskim) – polska aktorka.

## Życiorys
Jest absolwentką PWST w Warszawie (1992). Występowała na scenie Teatru Powszechnego w Warszawie w latach 1992–1999, a od 1999 roku w Teatrze Narodowym w Warszawie.

## Życie prywatne
Jest związana z aktorem Mariuszem Bonaszewskim. Para ma dwoje dzieci, Marię i Stanisława.

## Filmografia
- 1999: Patrzę na ciebie, Marysiu jako Katarzyna, żona Artura
- 1999: Prawo ojca jako Ania, żona Roberta
- 2000: Anna Karenina jako włoska niania córeczki Anny i Wrońskiego
- 2000–2001: Miasteczko jako Lucyna, siostra Teresy
- 2000: Daleko od okna jako Barbara, żona Jana
- 2003: Defekt jako matka Michała
- 2003–2004: M jak miłość jako Mariola Radomska
- 2004–2006: Kryminalni jako prokurator Dorota Wiśniewska
- 2005: Pensjonat pod Różą jako Natalia Sawicka, siostra Marty (odc. 46 i 47)
- 2008: Stygmatyczka (Scena Faktu) jako siostra Regina Orłowska
- 2009: Z miłości jako Anna, partnerka Edgara
- 2009: Generał Nil jako Paulina Kern, wiceprokurator Generalnej Prokuratury PRL
- 2009: Ojciec Mateusz jako Klara Romkowska (odc. 26)
- 2009: Zwerbowana miłość jako żona Andrzeja
- 2010: Święty interes jako Anna Wałąszek, żona dyrektora szkoły
- 2010: Ratownicy jako Olga Bachleda
- 2012: Historia Roja jako żona „Młota”
- 2012: Iluzje (spektakl telewizyjny) jako Druga kobieta
- 2012–2014: Prawo Agaty jako sędzia Kulczycka
- 2012: Krew z krwi jako psycholog dziecięcy (odc. 4, 5, 7)
- 2013: Komisarz Alex jako Maria Wójcik, matka Anny (odc. 29)
- 2013: Na dobre i na złe jako Joanna Czerwińska, kierowniczka USC (odc. 529)
- 2019–2020: W rytmie serca jako prof. Anna Żmuda
- 2021: Komisarz Mama jako Dorota Krawiec-Żukowska (odc. 6)
- 2024: Niepewność jako Franciszka Wereszczakowa, matka Maryli (odc. 3-5)

## Polski dubbing
- 1994: Siostro, moja siostro jako Christine
- 1998: Teknoman jako Sword
- 2000: Ratunku, jestem rybką! jako mama
- 2002–2005: Co nowego u Scooby’ego?
- 2002: Kim Kolwiek jako mama Kim
- 2003: Looney Tunes znowu w akcji jako matka
- 2005: Bionicle 3: W sieci mroku jako Toa Nokama
- 2007: Zaczarowana
- 2007: Rodzinka Robinsonów jako Mildred
- 2008: Opowieści na dobranoc jako Wendy
- 2015: W głowie się nie mieści jako mama
- 2020: Magiczne wakacje jako Zoe

## Nagrody i odznaczenia
- 1994 – nagroda im. Łomnickiego, przyznawana przez senat PWST w Warszawie dla zdolnych absolwentów w dwa lata po dyplomie
- 1995 – wyróżnienie na XVI Przeglądzie Piosenki Aktorskiej we Wrocławiu
- 1996 – nagroda jury za debiut na festiwalu monodramem „Jordan” na XXX Ogólnopolskim Festiwalu Teatrów Jednego Aktora w Toruniu
- 1997 – nagroda aktorska za monodram „Jordan” na XXXVII Kaliskich Spotkaniach Teatralnych
- 1997 – nagroda im. Schillera
- 1998 – wyróżnienie za rolę Braukmannowej w „Zdobyciu bieguna południowego” Karge w Teatrze Powszechnym w Warszawie na XXXVIII Kaliskich Spotkaniach Teatralnych
- 2000 – nagroda „Glinianego Lwa” dla największej osobowości XXV Festiwalu Polskich Filmów Fabularnych w Gdyni
- 2005 – Srebrny Krzyż Zasługi za zasługi w pracy artystycznej[2]
- 2008 – nagroda „Wielki Splendor”[3] za wybitne osiągnięcia aktorskie w słuchowiskach Teatru Polskiego Radia